# 1890년 미국 하원의원 선거
1890년 미국 하원의원 선거는 1890년 미국에서 치러진 하원의원 선거로, 경제공황의 영향으로 민주당이 절대과반을 차지하였다

## 선거 결과
| 정당   | 의석수 |
| ------ | ------ |
| 민주당 | 235석  |
| 공화당 | 88석   |
| 인민당 | 9석    |
| 합계   | 332석  |